# Baptisterio de Cividale
El baptisterio de Cividale o pila bautismal del patriarca Calisto se encuentra en el Museo Cristiano de Cividale del Friuli y se remonta al período del llamado Renacimiento liutprandés (730-740), del cual representa una obra maestra junto con el Altar del rey (o duque) Rachis.
Presenta una forma octogonal (el ocho era un número ligado a la resurrección siendo 7, que significaba la eternidad, más 1, que significaba Dios) y por encima tiene un ciborio compuesto por amplios arcos de medio punto, sostenidos por columnas corintios. Su altura es de 354 cm y está realizado en piedra calcárea blanca.
Los arcos están adornados por inscripciones y motivos vegetales, animales y geométricos, mientras que en la parte baja está decorado por dos lastras esculpidas de manera muy parecida al altar del duque Rachis (quizá incluso por el mismo autor) y las figuras simbólicas representadas están relacionadas con el sacramento del bautismo (pavos reales y grifos en la fuente, leones y corderos, símbolos cristológicos y de los evangelistas, etc.).